# مانويل يان
مانويل يان هو عسكري فلبيني، ولد في 24 يناير 1920، وتوفي في 5 ديسمبر 2008 في باسيج في الفلبين.